# ハラルド・ヒルシュスプルング
ハラルド・ヒルシュスプルング（英: Harald Hirschsprung、1830年12月14日 - 1916年4月11日）はドイツ系デンマーク人の小児科医。ヒルシュスプルング病の研究で知られる。

## 来歴
1830年、コペンハーゲンに生まれる。高校を優秀な成績で卒業し、1848年に大学に入学。博士論文には腸管閉鎖疾患を選んだ。
1870年、新生児病院に赴任。1879年にはクイーンルイース小児病院の院長に就任、1886年に先天性消化器疾患のヒルシュスプルング病を解明した。
1891年には小児科の教授に任命された。人前で話すことが得意でなかったが、日曜の朝には熱心な医学生のために授業を開いた。貧しい家庭の子供のために無料の健康診断を行い、女王の反対を押し切って、患児のベッドには聖書ではなく動物の写真を飾った。
1904年には、多発性脳硬化症のため辞任を余儀なくされたが、エーレスンドに移り住み研究を続けた。1910年に妻が死去すると、脳硬化症が悪化。1916年に死去した。